# Агатангел Римски
Свети Агатангел Римски (умро 312.), је био римски ђакон и светитељ, ученик Климента Анкирског. 
Мученички је пострадао за време прогона хришћана цара Диоклецијана. Упознао је Климента када је овај био затворен у Риму, и са њим се вратио у Анкиру где су обојица били обезглављени. 
По грегоријанском календару, његов и Климентов празник је 23. јануара, а 5. фебруара по јулијанском календару.